# أويفيند أنكر
أويفيند أنكر (بالنرويجية البوكمول: Øyvind Anker)‏ هو كاتب سير وأمين مكتبة نرويجي، ولد في 13 يوليو 1904 في فرانكفورت في ألمانيا، وتوفي في 30 ديسمبر 1989.